# San Moteur
San Moteur, född 5 maj 2017 på Lökene gård i Värmlands län, är en svensk varmblodig travhäst. Han tränas och körs av Björn Goop.

## Karriär
San Moteur började tävla i juni 2020 och inledde karriären med fem raka segrar. Han har till maj 2023 sprungit in 12,5 miljoner kronor på 29 starter varav 20 segrar, 3 andraplatser och 1 tredjeplats. Han har tagit karriärens hittills största segrar i Jubileumspokalen (2022) och Paralympiatravet (2023). Han har även segrat i Prix Readly Express (2021) där han vann trots stor startgalopp, Prins Carl Philips Jubileumspokal (2022), Lyon Grand Prix (2022), Prix du Bourbonnais (2023), samt kommit på andraplats i Svenskt Trav-Kriterium (2020) och på tredjeplats i Svenskt Travderby (2021).
Som femåring årsdebuterade han den 15 april 2022 med att segra i Prins Carl Philips Jubileumspokal på Färjestadstravet. Han vann på nytt absolut banrekord med tiden 1.09,4 över 1640 meter. Under säsongen segrade han även i Jubileumspokalen på Solvalla på nytt världskord med tiden 1.09,7 över 2140 meter på tusenmetersbana.
Den 25 februari 2023 blev han den första hästen att bjudas in till 2023 års upplaga av Elitloppet på Solvalla.

## Statistik
| Statistik för San Moteur (Ref.) | Statistik för San Moteur (Ref.) | Statistik för San Moteur (Ref.) | Statistik för San Moteur (Ref.) | Statistik för San Moteur (Ref.) | Statistik för San Moteur (Ref.) |
| ------------------------------- | ------------------------------- | ------------------------------- | ------------------------------- | ------------------------------- | ------------------------------- |
| Starter                         | Placeringar                     | Startprissumma                  | Segerprocent                    | Platsprocent                    | Rekord                          |
| 29                              | 20-3-1                          | 12 537 187 SEK                  | 69 %                            | 83 %                            | 1.09,7ak,                       |

### Större segrar
| År   | Lopp                              | Kusk       | Vinstbelopp   | Grupp   |
| ---- | --------------------------------- | ---------- | ------------- | ------- |
| 2021 | Prix Readly Express               | Björn Goop | 400 000 SEK   | Grupp 2 |
| 2022 | Lyon Grand Prix                   | Björn Goop | 250 000 SEK   | Grupp 2 |
| 2022 | Prins Carl Philips Jubileumspokal | Björn Goop | 250 000 SEK   | Grupp 2 |
| 2022 | Jubileumspokalen                  | Björn Goop | 1 500 000 SEK | Grupp 1 |
| 2023 | Paralympiatravet                  | Björn Goop | 1 500 000 SEK | Grupp 1 |
| 2023 | Prix du Bourbonnais               | Björn Goop | 54 000 EUR    | Grupp 2 |